# میکائیل گفور
میکائیل گفور (انگلیسی: Mickaël Gaffoor؛ زادهٔ ۲۱ ژانویهٔ ۱۹۸۷) بازیکن فوتبال اهل فرانسه است.
از باشگاه‌هایی که در آن بازی کرده‌است می‌توان به باشگاه فوتبال میراندس، باشگاه فوتبال سلتاویگو، باشگاه فوتبال رئال ساراگوسا، باشگاه فوتبال نومانسیا، و باشگاه فوتبال سن-اتین اشاره کرد.